# UFC 254
UFC 254: Khabib vs. Gaethje（ユーエフシー・ツーフィフティフォー：ハビブ・バーサス・ゲイジー）は、アメリカ合衆国の総合格闘技団体「UFC」の大会の一つ。2020年10月24日、アブダビ・ヤス島のファイトアイランド内フラッシュ・フォーラムで開催された。

## 大会概要
本大会では正規王者ハビブ・ヌルマゴメドフと暫定王者ジャスティン・ゲイジーによるUFC世界ライト級王座統一戦が組まれた。

## 試合結果

### アーリープレリム
第1試合 159.5ポンド契約 5分3R
○  ヨエル・アルバレス vs.  アレクサンダー・ヤコヴレフ ×
1R 3:00 腕ひしぎ十字固め
※アルバレスの体重超過によりライト級から変更
第2試合 女子フライ級 5分3R
○  ミランダ・マーベリック vs.  リアナ・ジョジュア ×
1R終了時 TKO（ドクターストップ）

### プレリミナリーガード
第3試合 ライトヘビー級 5分3R
△  チョン・ダウン vs.  サム・アルヴィー △
3R終了 判定1-1（29-28、28-29、28-28）
第4試合 173ポンド契約 5分3R
○  シャフカト・ラフモノフ vs.  アレックス・オリベイラ ×
1R 4:40 ギロチンチョーク
※オリベイラの体重超過によりウェルター級から変更
第5試合 140ポンド契約 5分3R
○  ケイシー・ケニー vs.  ナサニエル・ウッド ×
3R終了 判定3-0（29-28、29-28、30-27）
第6試合 ヘビー級 5分3R
○  タイ・トゥイバサ vs.  ステファン・ストルーフェ ×
1R 4:59 KO（右アッパー）

### メインカード
第7試合 ライトヘビー級 5分3R
○  マゴメド・アンカラエフ vs.  イオン・クテラバ ×
1R 4:19 KO（左ストレート→パウンド）
第8試合 女子フライ級 5分3R
○  ローレン・マーフィー vs.  リリヤ・シャキロワ ×
2R 3:31 リアネイキドチョーク
第9試合 ミドル級 5分3R
○  フィル・ハウズ vs.  ジェイコブ・マルクーン ×
1R 0:18 KO（左フック）
第10試合 ヘビー級 5分3R
○  アレキサンダー・ヴォルコフ vs.  ウォルト・ハリス ×
2R 1:15 TKO（ボディへの前蹴り）
第11試合 ミドル級 5分3R
○  ロバート・ウィテカー vs.  ジャレッド・キャノニア ×
3R終了 判定3-0（29-28、29-28、29-28）
第12試合 UFC世界ライト級王座統一戦 5分5R
○  ハビブ・ヌルマゴメドフ vs.  ジャスティン・ゲイジー ×
2R 1:34 三角絞め
※ヌルマゴメドフが王座統一に成功。

### 各賞
ファイト・オブ・ザ・ナイト：ケイシー・ケニー vs. ナサニエル・ウッド
パフォーマンス・オブ・ザ・ナイト：ハビブ・ヌルマゴメドフ、マゴメド・アンカラエフ
各選手にはボーナスとして5万ドルが授与された。

### カード変更
負傷などによるカードの変更は以下の通り。